# Citroën C4 X
La Citroën C4 X è un'autovettura di tipo Crossover SUV di segmento C prodotto dalla casa automobilistica francese Citroën.

## Contesto
La C4X è la variante SUV Coupé della C4 di terza generazione, annunciata il 29 giugno 2022 viene presentata alla stampa e al pubblico nei primi mesi del 2023.

### Design
Il design esterno dell'auto non varia molto, infatti la parte anteriore fino al montante B viene ripresa completamente dalla sorella C4 da cui deriva. Dal montante B in poi l'auto cambia completamente, con la linea del tetto che scende in modo continuo fino all'apice del portellone posteriore con una coda molto più pronunciata. Al posteriore a differenza della C4 abbiamo un lunotto unico, i fari posteriori a led che ricordano nel disegno sia il concept 19_19 sia la berlina media C5 X, abbracciano il posteriore e il portellone del bagagliaio con un piccolo spoiler integrato la cui apertura avviene come nelle berline a 4 porte.
L'interno viene ripreso completamente della C4 tradizionale.

### Meccanica
La parte meccanica deriva completamente dal "modello tradizionale" ovvero con piattaforma CMP ma in questo caso viene allungato il passo di 2 cm. Oltre a questo, vengono anche riviste le altre misure con una larghezza e lunghezza maggiorate rispettivamente di 23,2 cm e 24 cm posizionandosi a metà strada tra C4 e C5 X. Il sistema sospensivo e i motori termici ed elettrici rimangono inalterati. Anche le trasmissioni sono le stesse con il cambio manuale a 6 marce disponibile per il PureTech 100 mentre per il 130 e il BlueHDi di pari potenza viene offerto il cambio automatico EAT8 a 8 rapporti.

### Allestimenti
Anche gli allestimenti rimangono immutati, partendo dall'allestimento Feel fino ad arrivare allo Shine Pack.

## Motorizzazioni
| Modello                   | Anno di produzione | Motore           | Cilindrata (cm³) | Potenza CV (kW)/rpm | Coppia Nm/rpm    | Trasmissione                 | Peso (kg)        | Accelerazione (s) | Velocità massima (km/h) | Consumi (l/100 km) | Emissioni (g/km) |
| Motori a benzina          | Motori a benzina   | Motori a benzina | Motori a benzina | Motori a benzina    | Motori a benzina | Motori a benzina             | Motori a benzina | Motori a benzina  | Motori a benzina        | Motori a benzina   | Motori a benzina |
| ------------------------- | ------------------ | ---------------- | ---------------- | ------------------- | ---------------- | ---------------------------- | ---------------- | ----------------- | ----------------------- | ------------------ | ---------------- |
| 1.2 PureTech 100 MT6 S&S  | dal 2023           | EB2ADTD          | 1199             | 100 (75)/5500       | 205/1750         | Manuale a 6 marce            | 1300             | 11,2              | 184                     | 6                  | 116              |
| 1.2 PureTech 130 EAT8 S&S | dal 2023           | EB2DTS           | 1199             | 130 (96)/5500       | 230/1750         | Automatico a 8 rapporti EAT8 | 1364             | 10,9              | 200                     | 6,2                | 126              |
| Motore a gasolio          |                    |                  |                  |                     |                  |                              |                  |                   |                         |                    |                  |
| 1.5 BlueHDi 130 EAT8 S&S  | dal 2023           | DV5RC            | 1499             | 130 (96)/3750       | 300/1750         | Automatico a 8 rapporti EAT8 | 1395             | 11,7              | 206                     | 5,2                | 122              |
| Motore elettrico          |                    |                  |                  |                     |                  |                              |                  |                   |                         |                    |                  |
| ë-C4                      | dal 2023           | -                | -                | 136(100)            | 260              | Riduttore a rapporto fisso   | 1659             | 10                | 150 (autolimitata)      | -                  | -                |